# 大田区立羽田中学校
大田区立羽田中学校（おおたくりつはねだちゅうがっこう）は、東京都大田区東糀谷6丁目にある共学の公立中学校である。特殊学級も設置している（通称は「五組」で、大田区では数少ない学校である）。本学校の通称は、羽田中（はねだちゅう）、羽中（はねちゅう）。現在の校舎は2012年（平成24年）春に落成した。

## 通学区域
大田区立東糀谷小学校通学区域の一部と、大田区立羽田小学校通学区域の全域。

## 沿革
- 1947年（昭和22年）
  - 3月1日 - 大田区立萩中中学校設置認可。
  - 3月31日 - 大田区立萩中中学校設置。
  - 5月2日 - 生徒受入式挙行。
  - 5月5日 - 蒲田支所管内中学校合同開校式挙行。
  - 5月7日 - 大田区羽田本町483番地の都南小学校で授業開始。この日を開校記念日とする。
- 1948年（昭和23年）
  - 1月24日 - 糀谷町4丁目23番地に校舎新築移転。
  - 2月1日 - 校章制定、校旗樹立。
- 1949年（昭和24年）4月5日 - 私立東調布学園中学校へ委託中の生徒復学式挙行。
- 1950年（昭和25年）
  - 6月1日 - 校歌制定。
  - 10月26日 - 増築8教室(木造)落成式挙行。
- 1953年（昭和28年）4月1日 - 大田区立羽田中学校と改称。
- 1954年（昭和29年）10月15日 - 増築6教室（木造）落成式挙行。
- 1957年（昭和32年）
  - 5月27日 - 鉄筋校舎6教室竣工。
  - 8月3日 - 増改築校舎落成式と10周年記念式挙行。
- 1960年（昭和35年）
  - 5月30日 - 防音工事竣工。
  - 5月31日 - 増築鉄筋3階建校舎竣工。
- 1962年（昭和37年）
  - 7月3日 - 雨天体操場兼講堂竣工。
  - 10月24日 - 創立十五周年式挙行。
- 1963年（昭和38年）9月2日 - 水泳プール竣工。
- 1965年（昭和40年）4月14日 - 心障学級1学級設置認可。
- 1966年（昭和41年）3月31日 -  防音鉄筋校舎改築工事竣工。
- 1967年（昭和42年）11月1日 - 創立20周年記念式挙行。
- 1977年（昭和52年）4月30日 - 体育館落成式挙行。
- 1979年（昭和54年）3月31日 - 特別教室（視聴覚室・被服室・第二理科室）竣工。
- 1987年（昭和62年）10月31日 - 創立40周年記念式典挙行。
- 1989年（平成元年）4月1日 - 学校警備が機械警備となる。
- 1991年（平成3年）2月20日 - コンピュータ室（41台）設置。
- 1995年（平成7年）10月25日 - 多目的室と地域開放室が完成。冷暖房個別化。
- 1997年（平成9年）11月29日 - 創立50周年記念式典挙行。
- 1999年（平成11年）3月23日 - 教育相談室（2教室）完成。
- 2001年（平成13年）
  - 7月4日 - インターネット接続。
  - 12月26日 - 耐震工事完了（西校舎6教室分除）。
- 2004年（平成16年）12月10日 - 北側便所部分改修工事竣工。
- 2006年（平成18年）6月16日 - プール水槽塗装工事竣工。
- 2007年（平成19年）11月3日 - 開校60周年記念式典挙行。
- 2010年（平成22年）8月31日 - 校舎改築工事（教室・体育館棟）竣工。
- 2011年（平成23年）7月31日 - 校舎改築工事（プール棟）竣工。
- 2012年（平成24年）
  - 1月30日 - 新校舎落成記念式典挙行。
  - 2月29日 - 校舎改築工事（外構・校庭）竣工。

## 付近にある施設
- 都営東糀谷6丁目アパート（都営団地）
- 東京国際空港（羽田空港）
- 大田区立東糀谷小学校
- 京浜急行バス東糀谷六丁目バス停
- 呑川
- 海老取川
- 南前堀水門
- 北前掘水門

## アクセス
- JR東日本京浜東北線蒲田駅から京浜急行バス蒲35系統で、終点の東糀谷六丁目まで乗車。バス停から徒歩で東京国際空港（羽田空港）方面へ（バス停からは徒歩2分）。
- 京急空港線穴守稲荷駅から徒歩で北へ。国道131号環状八号線の信号を横断し、旭橋（9t車以上通行禁止）を渡り、東糀谷六丁目交差点を右折。そのまま東へ。駅からの時間は約15分ほど。

## 制服
男女共に紺のブレザー。男子は灰色のズボン、女子は灰色のスカート（ズボン・スカート共にチェック柄、夏が近くなると夏服に移行）。

## 学級数・生徒数
- 2021年（令和3年）5月1日時点

| 学年 | 1年 | 2年 | 3年 | 特別支援 | 合計 |
| ---- | --- | --- | --- | -------- | ---- |
| 学級 | 2   | 2   | 2   | 2        | 8    |
| 生徒 | 47  | 41  | 56  | 14       | 158  |

## 主な卒業生
- 安田忠夫（元大相撲力士、プロレスラー）
- 石井丈裕（元プロ野球選手）
- 宮島竜治（編集技師、映画監督）